# Kærlighed og smadret glas
Kærlighed og smadret glas er en dansk dokumentarfilm fra 2006 med instruktion og manuskript af Suvi Andrea Helminen.

## Handling
Bishkek, Kirgisistan. 13-årige Guljamal er en livlig pige, der elsker at springe omkring, danse og smadre flasker, men hun tilbringer dagene med at passe sin lillebror. Hun drømmer om kærlighed og en dreng som hedder Marat, men hun lever i en kultur, hvor mange unge piger bliver kidnappet og gift med fremmede mænd.